# Monumento Tiglachin
O Monumento Tiglachin.
O Monumento Tiglachin (amárico:  ትግላችን ሐውልት, lit. "Nossa estátua de luta"), também conhecido como o Monumento do Derg (amárico:  ደርግ ሐውልት), é um memorial aos soldados etíopes e cubanos envolvidos na Guerra de Ogadênia. Foi construído durante o governo de Mengistu Haile Mariam e está localizado na Avenida Churchill, em Adis Abeba, capital da Etiópia. O monumento é composto por vários elementos: uma estátua central, um pilar de 50m de altura, dois relevos murais nas laterais e duas praças onde são visíveis os retratos de soldados cubanos. Algumas esculturas do monumento foram doadas pelo governo norte-coreano em 1984, e foi um dos primeiros monumentos do projeto a ser doado à África.

## História
O monumento fica em frente ao Hospital Leão Negro e foi inaugurado em 12 de setembro de 1984, décimo aniversário da derrubada de Haile Selassie. A estatuária foi doada pela Coreia do Norte, e foi fabricada pelo Estúdio de Arte Mansudae. Atualmente, o terreno do monumento está coberto de vegetação e o monumento sofreu abandono (que alguns dizem ser deliberado) durante o governo da EPRDF, que derrubou o Derg. Alguns sugeriram que fosse demolido.

## Descrição

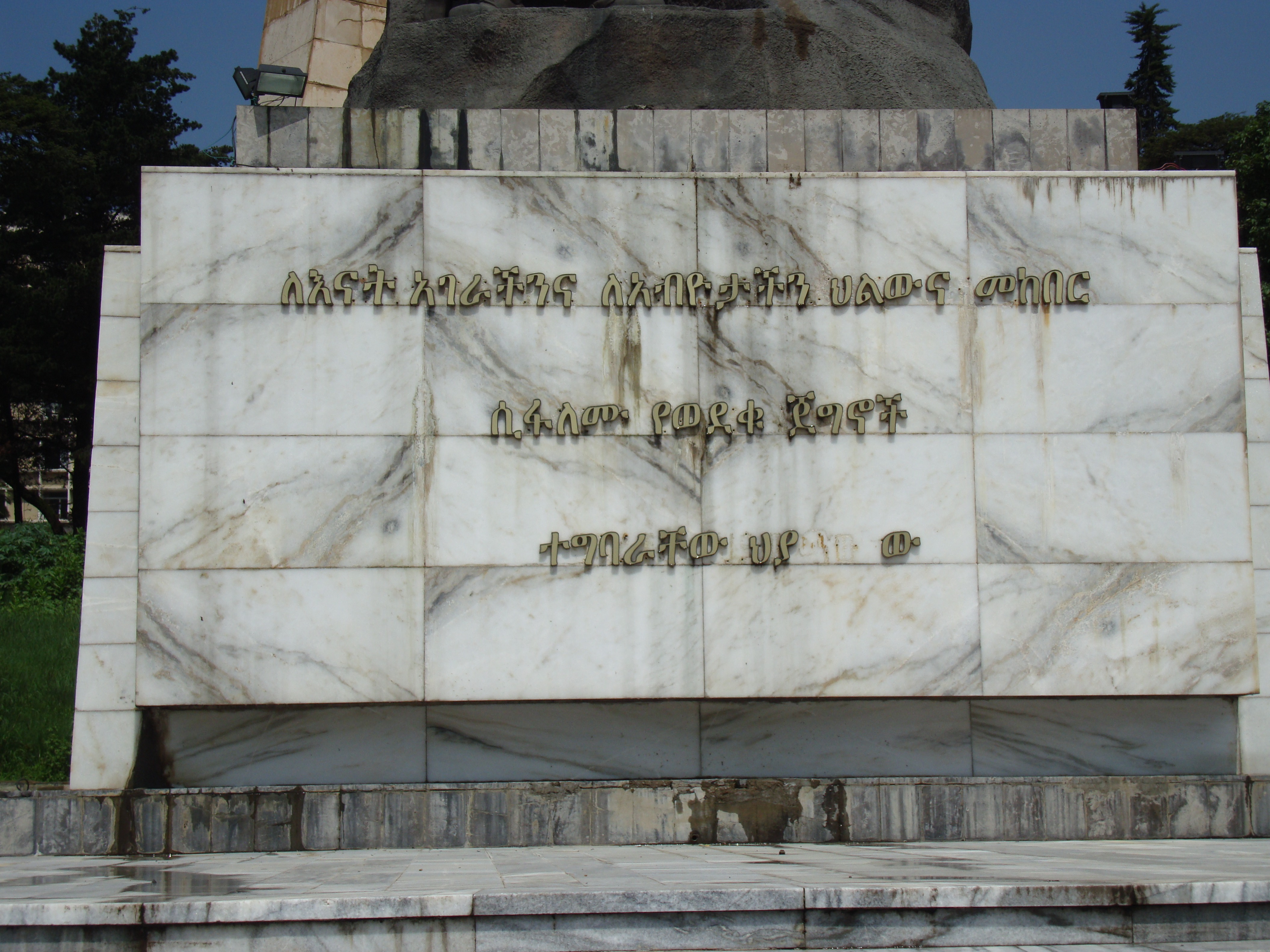
Inscrição no pedestal.

A estátua central representa três pessoas armadas (dois homens e uma mulher) e a bandeira da foice e do martelo do marxismo. Está sobre um pedestal onde é possível ler em amárico:
"ለእናት አገራችንና ለአብዮታችንን ህልውና መከበር
ሲፋለሙ የወደቁ ጀግኖች
ተግባራቸው ህያው ነው"
É provável que faltem caracteres na última linha por causa de um espaço vazio que pode ser visto, a versão real poderia ser: ተግባራቸው ህያው ነው. A inscrição seria assim:
“As ações dos heróis que tombaram na luta pela vida e pelo respeito à nossa pátria e à nossa revolução são imortais.”

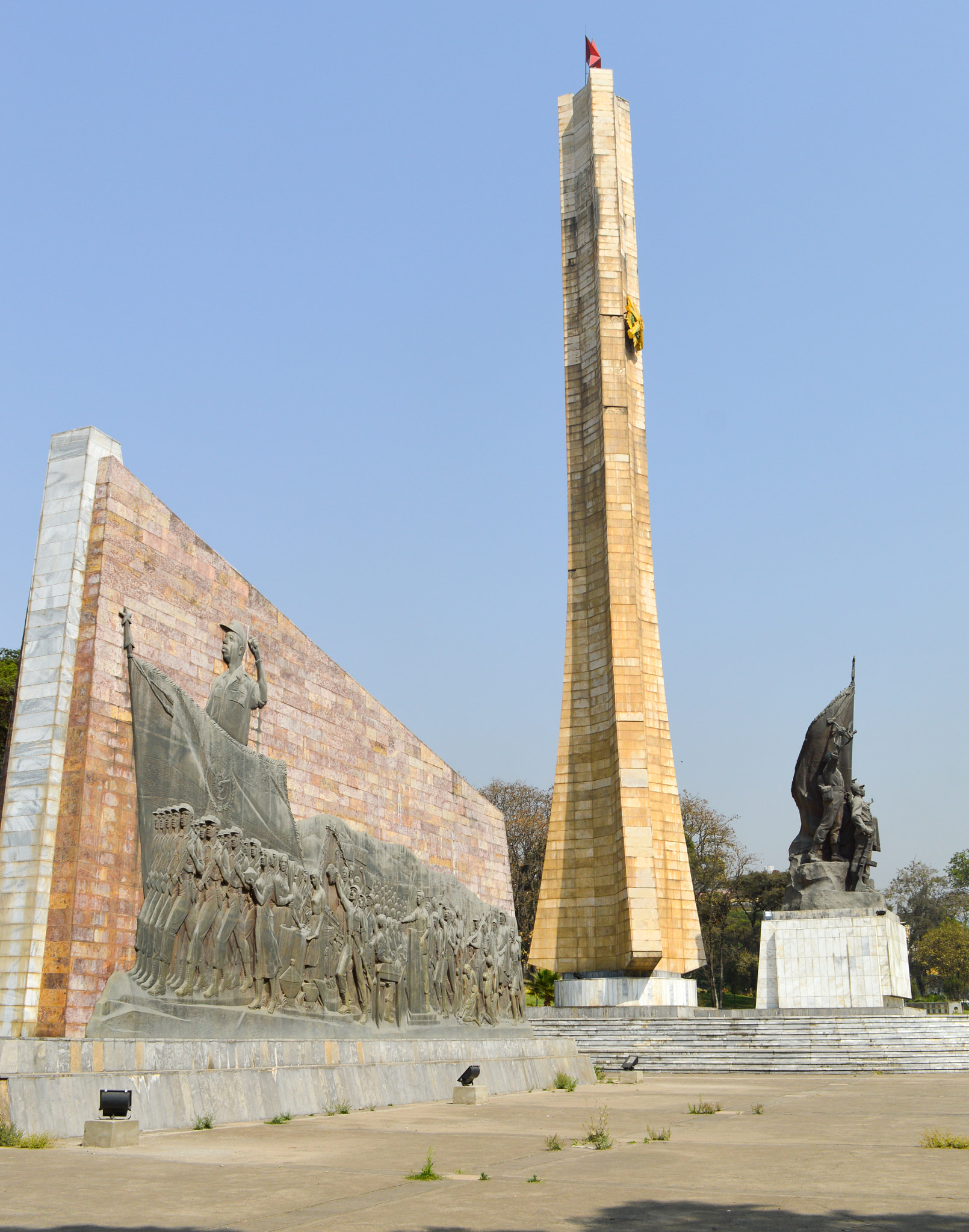
O Monumento Tiglachin com o mural, obelisco e estátuas.

O pilar principal na parte posterior é decorado com a representação da Medalha dos Heróis, a maior homenagem da Etiópia comunista, que pesa 700 quilos e tem 2,7m de diâmetro. À esquerda e à direita deste pilar estão relevos de parede. O relevo da parede esquerda, profundamente afetado pelo estilo marxista, representa o processo revolucionário com Mengistu Haile Mariam (canto superior esquerdo) em uniforme militar à sua frente.
À direita, o imperador Haile Selassie I é retratado a cavalo, ignorando as pessoas que sofrem com a fome, movendo-se então para a esquerda, vemos os protestos com uma inscrição em inglês "Abaixo o imperialismo" e alguns manifestantes derrubando o trono, símbolo do Império Etíope. Finalmente, à esquerda, o povo parece estar libertado e pronto para apoiar o seu exército. A parede à direita do relevo do pilar também marcado pelo estilo marxista, é de forma mais geral, o povo etíope guiado por Mengistu Haile Mariam, ao fundo, é possível ver vários edifícios incluindo o Banco Nacional da Etiópia.
Por fim, mais à esquerda e à direita dos dois afrescos estão duas pequenas praças onde se podem ver retratos de soldados cubanos presentes no conflito por causa da aliança entre o regime etíope e o de Fidel Castro.